# Arquidiócesis de Raipur
La arquidiócesis de Raipur (en latín: Archidioecesis Raipurensis y en inglés: Roman Catholic Archdiocese of Raipur) es una circunscripción eclesiástica de la Iglesia católica en India. Se trata de una arquidiócesis latina, sede metropolitana de la provincia eclesiástica de Raipur. Desde el 3 de julio de 2013 su arzobispo es Victor Henry Thakur.

## Territorio y organización
La arquidiócesis tiene 60 819 km² y extiende su jurisdicción sobre los fieles católicos de rito latino residentes en el estado de Chhattisgarh en los distritos de Raipur, Durg, Rajnandgaon, Kabirdham (Kawardha), Mahasamund, Dhamtari, Bilaspur, Janjgir-Champa, Baloda Bazar, Bemetara, Balod, Gariaband, Mungeli y Korba; y una porción menor del distrito de Sarangarh-Bilaigarh.
La sede de la arquidiócesis se encuentra en la ciudad de Raipur, en donde se halla la Catedral de San José.
La arquidiócesis tiene como sufragáneas a las diócesis de: Ambikapur, Jashpur, Raigarh y la eparquía de Jagdalpur.
En 2020 en la arquidiócesis existían 68 parroquias.

## Historia
La prefectura apostólica de Raipur fue erigida el 16 de enero de 1964 con la bula Religio vera del papa Pablo VI, obteniendo el territorio de la arquidiócesis de Nagpur.
El 28 de julio de 1964 fue separada de la provincia eclesiástica de la arquidiócesis de Nagpur, a la que pertenecía, y constituida sufragánea de la arquidiócesis de Bhopal con el decreto Quo efficacius de la Congregación de Propaganda Fide.
El 16 de junio de 1966 amplió su territorio con el distrito de Bastar, que pertenecía a la diócesis de Visakhapatnam (hoy arquidiócesis de Visakhapatnam).
El 23 de marzo de 1972 cedió una parte de su territorio para la erección del exarcado apostólico de Jagdalpur (hoy eparquía de Jagdalpur) mediante la bula Indorum gentes historia del papa Pablo VI.
El 5 de julio de 1973 la prefectura apostólica fue elevada a diócesis con la bula Quamquam Ecclesia por el papa Pablo VI.
El 27 de febrero de 2004 la diócesis fue elevada al rango de arquidiócesis metropolitana con la bula Cum constet Ecclesiam del papa Juan Pablo II.

## Estadísticas
Según el Anuario Pontificio 2021 la arquidiócesis tenía a fines de 2020 un total de 53 800 fieles bautizados.
| Año                                                                             | Población            | Población  | Población      | Sacerdotes | Sacerdotes    | Sacerdotes    | Bautizados por sacerdote | Diáconos permanentes | Religiosos | Religiosos | Parroquias |
| Año                                                                             | Bautizados católicos | Total      | % de católicos | Total      | Clero secular | Clero regular | Bautizados por sacerdote | Diáconos permanentes | Varones    | Mujeres    | Parroquias |
| ------------------------------------------------------------------------------- | -------------------- | ---------- | -------------- | ---------- | ------------- | ------------- | ------------------------ | -------------------- | ---------- | ---------- | ---------- |
| 1970                                                                            | 24 102               | 7 800 000  | 0.3            | 27         | 13            | 14            | 892                      |                      | 23         | 116        | 8          |
| 1980                                                                            | 32 093               | 7 498 019  | 0.4            | 68         | 45            | 23            | 471                      |                      | 116        | 222        | 37         |
| 1990                                                                            | 40 927               | 13 578 294 | 0.3            | 89         | 65            | 24            | 459                      |                      | 34         | 312        | 56         |
| 1999                                                                            | 44 129               | 11 821 000 | 0.4            | 119        | 91            | 28            | 370                      |                      | 36         | 372        | 59         |
| 2000                                                                            | 43 889               | 11 760 700 | 0.4            | 110        | 76            | 34            | 398                      |                      | 46         | 334        | 63         |
| 2001                                                                            | 46 900               | 11 866 000 | 0.4            | 110        | 76            | 34            | 426                      |                      | 42         | 380        | 61         |
| 2002                                                                            | 47 481               | 11 546 784 | 0.4            | 140        | 96            | 44            | 339                      |                      | 54         | 386        | 61         |
| 2003                                                                            | 47 921               | 11 546 784 | 0.4            | 143        | 97            | 46            | 335                      |                      | 49         | 389        | 62         |
| 2004                                                                            | 48 949               | 11 546 784 | 0.4            | 150        | 98            | 52            | 326                      |                      | 59         | 401        | 63         |
| 2010                                                                            | 59 997               | 15 553 000 | 0.4            | 130        | 89            | 41            | 461                      |                      | 53         | 323        | 78         |
| 2014                                                                            | 72 997               | 17 122 891 | 0.4            | 147        | 87            | 60            | 496                      |                      | 69         | 513        | 66         |
| 2017                                                                            | 74 500               | 17 783 000 | 0.4            | 155        | 85            | 70            | 480                      |                      | 82         | 551        | 66         |
| 2020                                                                            | 53 800               | 18 871 400 | 0.3            | 177        | 90            | 87            | 303                      |                      | 103        | 481        | 68         |
| Fuente: Catholic-Hierarchy, que a su vez toma los datos del Anuario Pontificio. |                      |            |                |            |               |               |                          |                      |            |            |            |

## Episcopologio
- John A. Weidner, S.A.C. † (17 de enero de 1964-1973 renunció)
  - John A. Weidner, S.A.C. † (8 de febrero de 1974-17 de agosto de 1974 falleció) (administrador apostólico, por segunda vez)
  - Francis Werner Hunold, S.A.C. † (1974-1984 renunció) (administrador apostólico)
- Philip Ekka, S.I. † (20 de octubre de 1984-15 de febrero de 1991 renunció)
- Joseph Augustine Charanakunnel (21 de noviembre de 1992-3 de julio de 2013 retirado)
- Victor Henry Thakur, desde el 3 de julio de 2013